# 鮑氏野鯪
鮑氏野鯪，為輻鰭魚綱鯉形目鯉科的其中一個種。分布於非洲衣索比亞、索馬利亞及厄利垂亞間的Juba/Webbi Shebeili與Uaso Nyro河流域，體長可達79公分。

## 扩展阅读
維基物種上的相關：鮑氏野鯪